# Signal FM
Signal FM est une station de radio haïtienne francophone basée dans la banlieue de Port-au-Prince, à Pétionville. Elle fut fondée en 1990. C'est une station généraliste. Mario Viau est son propriétaire et directeur général.
La station fut la seule dont la diffusion ne fut pas interrompue par le séisme de janvier 2010,. Elle a évolué pour fournir des informations aux survivants,.